# Rajecká Lesná
Rajecká Lesná (do 1948 Frývald-Trstená, do 1927 Trstená-Frývald, niem. Friewald, węg. Frivaldnádas, do 1907 Trsztyennafrivald) – wieś (obec) na Słowacji położona w kraju żylińskim, w okręgu Żylina. Pierwsze wzmianki o miejscowości pochodzą z roku 1474.
Wieś jest obecnie celem pielgrzymek – pątnicy przybywają do kościoła z XV-wieczną rzeźbą Frivaldskiej Maryi Panny (od 2002 roku bazylika mniejsza), golgota, droga krzyżowa oraz lecznicze źródło.
W miejscowości znajduje się grupa rzeźbiarska autorstwa Jozefa Pekara, przedstawiająca narodziny Chrystusa oraz sceny z historii i życia Słowaków. Całoroczna szopka, otwarta w 1995 roku, nazywana jest słowackim Betlejem (Slovenský betlehem).
Według danych z dnia 31 grudnia 2010, wieś zamieszkiwało 1265 osób, w tym 623 kobiety i 642 mężczyzn.
W 2001 roku rozkład populacji względem narodowości i przynależności etnicznej wyglądał następująco:
- Słowacy – 99,85%
- Czesi – 0,08%